# Ledrenské jezero
Ledrenské jezero (italsky Lago di Ledro, německy Ledrosee, nizozemsky Ledromeer) se nachází ve stejnojmenném údolí, které spojuje údolí řeky Chiese s Gardským jezerem. Jeho hladina leží v nadmořské výšce 655 m, jeho plocha činí 2,187 km2 a obvod asi 10 km. V jezeře se lze koupat; pláže se nacházejí ve všech osadách na jeho březích.

## Geografie
Sladkovodní Ledrenské jezero se nachází zhruba uprostřed stejnojmenného údolí. Z jeho přítoků je nejvýznamnější potok Rio Sache, odvodňováno je říčkou Ponale na východ do Gardského jezera. Největší hloubka jezera je 48 metrů, průměrná hloubka 35 metrů.
Celá plocha jezera nyní patří k obci Ledro, přímo na jeho březích leží osady Mezzolago, Molina di Ledro, Pieve di Ledro a Pur.

## Historie
Jezero vzniklo v důsledku navršení morénového valu během Würmu. Od roku 1929 jezerní hladina kolísá podle potřeb hydroelektrárny Ponale v Rivě del Garda, která využívá vodu jezera k výrobě elektřiny.
Okolí jezera bylo osídleno již v době bronzové, o čemž svědčí pozůstatky vesnice postavené na kůlech při východním břehu jezera (v sousedství nynější Moliny di Ledro). Ty byly objeveny v roce 1929 v důsledku poklesu hladiny způsobeného spuštěním výše uvedené elektrárny.
V červnu roku 1866 se okolí jezera stalo dějištěm části bojů Třetí italské války za nezávislost – 18. června 1866 se odehrála bitva u Pieve di Ledro ležícího na březích západního konce jezera, jež byla předehrou ještě známější bitvy u sousední Bezzeccy o tři dny později.
Před I. světovou válkou jezero náleželo do Rakousko-uherské monarchie. V květnu 1915 bylo obyvatelstvo okolního údolí vysídleno do vnitrozemí tehdejší monarchie (do Rakouska a Čech) a okolí se stalo válečnou zónou. Obyvatelé se do svých poničených domovů mohli vrátit v roce 1919, poválečná obnova probíhala za pomoci italského ženijního vojska do roku 1924.
Zejména 2. polovině 20. století se jezero stalo oblíbeným cílem zejména letní rekreace a při jeho pobřeží vyrostla řada hotelů a dalších ubytovacích a stravovacích zařízení.